# Pierre Boyer
Pour les articles homonymes, voir Boyer.
Pour le général d'Empire, voir Pierre François Xavier Boyer.
Pierre Boyer, né le 24 décembre 1865 à Paris 2e et mort en janvier 1933 en Tunisie, est un peintre français.

## Biographie
Pierre Boyer étudie le droit à Paris et suit en même temps les cours de l'École des beaux-arts de Paris, notamment dans l'atelier d'Alfred Roll. Après cette double formation, il se marie et s'installe en Bretagne, d'abord à Lézardrieux, puis plus tard à Saint-Quay-Portrieux où, passionné par la voile, il possède plusieurs bateaux et voiliers. Il peint de nombreuses toiles représentant des paysages bretons (landes, chapelles, calvaires, etc.). Il se rend régulièrement à Paris pour vendre ses œuvres. 
Il voyage à travers l'Europe et peint des paysages de Londres, des Pays-Bas et de Suisse. Pendant la Première Guerre mondiale, il rejoint le front en tant que capitaine de réserve.
Après la guerre, il part s'installer en Tunisie, pays qu'il a découvert vers 1890 en compagnie du peintre Joseph Caillaux. Il achète une propriété à Ben-Aïech, près de Grombalia, au sud-est de Tunis. Il continue de peindre tout en s'occupant de l'activité agricole de son domaine.
En 1923, il fonde le Centre d'enseignement d'art de Tunis pour y enseigner l'art. En 1930, le centre prend le nom d'École des beaux-arts de Tunis et Boyer en devient naturellement le premier directeur. Parmi ses élèves, on compte Geneviève Gavrel.
Mort en 1933, il est enterré au cimetière de Ben-Aïech.